# پاپ‌کورن (فیلم ۱۹۹۱)
پاپ‌کورن (انگلیسی: Popcorn) یک فیلم اسلشر و کمدی ترسناک است که در سال ۱۹۹۱ به نمایش درآمد. از بازیگران آن می‌توان به جیل شولن تام ویلار، دی والاس، تونی رابرتس، و ری والستن اشاره کرد.